# HP WebInspect
HP WebInspect is een softwarepakket dat binnen de informatiebeveiliging wordt gebruikt voor het controleren van webservers en websites op kwetsbaarheden die door hackers kunnen worden misbruikt. Oorspronkelijk werd het ontwikkeld door SPI Dynamics, tot het bedrijf in 2007 door Hewlett-Packard werd overgenomen. De naam wijzigde toen naar HP WebInspect.
Het pakket is enkel beschikbaar voor het besturingssysteem Windows. Het is een commercieel pakket, een licentie voor een enkel IP-adres dat ermee gecontroleerd kan worden kost duizenden euro's.

## Functies en beschrijving
WebInspect heeft zich in de praktijk bewezen, doordat het gevallen van kwetsbaarheden detecteerde in bekende systemen zoals Tikiwiki en Oracle Database. Het kan gebruikelijke kwetsbaarheden zoals die voor SQL-injectie en cross-site scripting vinden, alsmede minder vaak voorkomende kwetsbaarheden. Onderdeel van een scan door WebInspect is een crawl van de te onderzoeken website. Dit houdt in, dat een webcrawler als onderdeel van WebInspect de diverse pagina's van de website zal langslopen.
Wanneer een kwetsbaarheid is gevonden, kunnen hulpmiddelen die in het softwarepakket zijn ingebouwd helpen dieper hierop in te gaan, of zelfs deze kwetsbaarheden te gebruiken om een hack uit te voeren. Verder kan het softwarepakket geïntegreerd worden met andere softwarepakketten van Hewlett-Packard, zoals HP Fortify, HP Quality Center en HP Application Lifecycle Management.
WebInspect kan complexe websites onderzoeken en kan aanbevelingen doen over hoe problemen betreffende informatiebeveiliging kunnen worden opgelost, bijvoorbeeld door het tonen van suggesties over hoe kwetsbare code verbeterd kan worden.